# László Budai
László Budai Bednarik (Budapest, 19 luglio 1928 – 2 luglio 1983) è stato un allenatore di calcio e calciatore ungherese, di ruolo centrocampista.

## Carriera
Vinse quattro volte il campionato ungherese, uno con il Ferencváros e tre con la Honvéd, la squadra dell'esercito, in cui giocò dopo la sostituzione del Ferencváros a causa sue delle origini di Destra, con la Édosz.
In ambito internazionale vinse nel 1959 la Mitropa Cup.
In entrambi i club, fu compagno di Zoltán Czibor e Sándor Kocsis, così come in Nazionale, dove debuttò il 2 maggio 1949 nella vittoria per 6-1 ai danni dell'Austria, valida per la Coppa Internazionale.
Da allora disputò 39 partite e segnò 10 gol, di cui quattro nella sfida con l'Albania conclusasi sul 12-0 per i magiari il 24 settembre 1950.

## Palmarès

### Giocatore

#### Club
- Campionato ungherese: 4

Ferencváros: 1949
Honvéd: 1952, 1954, 1955

#### Nazionale
- Oro olimpico: 1

Ungheria: 1952
- Coppa Internazionale: 1

Ungheria: 1953